# Marushin
Marushin ist ein Hersteller von Motorradhelmen.

## Geschichte
Watanabe Shin gründete 1958 in Tokio einen kleinen Betrieb zur Fertigung von Motorradhelmen. Aus Watanabes Vornamen "Shin" – was übersetzt "zuverlässig und standhaft" bedeutet, wird der Markenname "Marushin" abgeleitet. Helme der Marke Marushin wurden seitdem von vielen erfolgreichen Rennsportlern getragen.
In der Anfangszeit wurden Marushin-Helme nur in Japan vertrieben. In den späten 1980er-Jahren übernahm der deutsche Unternehmer Ullrich Holzhausen den Vertrieb der japanischen Marke in Deutschland. Nach dem Tod des Gründers, Watanabe Shin, verkaufte dessen Sohn die gesamte Marke Marushin mit allen Maschinen und Werkzeugen an Holzhausen, der auch das Fahrer-Sponsoring im Motorradbereich ausweitete.
Einer der ersten Motorradcups in Europa war damals die Pro Superbike-Serie. Diese wurde in neun Saisons in acht europäische Länder übertragen. Sechs der neun Champions trugen Marushin-Helme. Zu den stärksten Zeiten waren 18 Fahrer gleichzeitig international für Marushin unter Vertrag. Im November 2012 wurden die europäischen Markenrechte von Ullrich Holzhausen an die MSP Multi Sport Protection GmbH verkauft, die die Marke fortan in Europa weiterführt.
Holzhausen hält nach wie vor die Markenrechte für USA, Australien und Asien.

## Bekannte Träger von Marushin-Helmen
- Katja Poensgen, einzige Frau, die jemals in der FIM-Motorrad-Weltmeisterschaft bis 250 cm³ gefahren ist.
- Christer Lindholm, schwedischer Rennfahrer und viermaliger Pro Superbike Champion – hintereinander.
- Harald Eckl, ehemaliger Teamchef des internationalen Kawasaki-MotoGP-Racing-Teams

Weitere von Marushin in der Vergangenheit gesponserte Fahrer:
- Jochen Schmid, GER
- Udo Mark, GER
- Michael Galinski, GER
- Ernst Gschwender, GER
- Michael Rudroff, GER
- Edwin Weibl, CH
- Brian Morrison, GB
- Peter Linden, SWE
- Sascha Hommel, GER

Von Marushin unterstützte Rennställe in der Vergangenheit:
- Team Inotec Ortema
- Motorrad Action Team

## Neue Forschungswege
In Zusammenarbeit mit Dipl.-Ing. Florian Scheider vom Institut für forensische Medizin und Verkehrsmedizin an der Universität Heidelberg wurden außerhalb des Labors reale Tests mit Motorradhelmen an Leichen durchgeführt. Hierbei sollten keine klinischen Ergebnisse durch Aufprall-Studien herauskommen, sondern echte Aufprall-Ergebnisse aus realen Umständen. Bei herkömmlichen Homologationen und Versuchen werden Helme nur auf mechanische Vorrichtungen gespannt und so getestet.